# Episyrphus bicolor
Episyrphus bicolor är en tvåvingeart som först beskrevs av Austen 1893.  Episyrphus bicolor ingår i släktet flyttblomflugor, och familjen blomflugor. Inga underarter finns listade i Catalogue of Life.